# Requisition
Der Begriff Requisition (von lateinisch requisitio, zu requirere „aufsuchen“, „untersuchen“, „verlangen“) kann in unterschiedlichen Zusammenhängen im Rechts- und im Militärwesen verwendet werden.

## Requisition im Rechtswesen
Requisition ist im Rechtswesen ein veralteter Begriff für eine Nachforschung, eine Untersuchung sowie ein Rechtshilfeersuchen.

## Requisition oder Requirierung im Militärwesen
Requisition bedeutet im militärischen Sinne die Beschlagnahmung von zivilen Sachgütern gegen Entschädigung für Heereszwecke. Dadurch unterscheidet sie sich von der Kontribution, bei der zivile Geldmittel beschlagnahmt werden. Einzelne Soldaten, die sich Gegenstände aneignen, begehen hingegen Plünderung und damit eine Straftat.

### Zur historischen Entwicklung des Requisitionssystems
Während des Altertums war es nicht die Ausnahme, sondern eher die Regel, Brunnen zu vergiften, um damit dem Feind zu schaden. Feindliche Krieger nahmen sich alles, was sie brauchten. Zwischen Kriegern und Nicht-Kriegern (Zivilisten) unterschieden sie oft nicht. Dies galt bis weit ins Mittelalter, zumindest dann, wenn es sich um ideologisch-religiöse Auseinandersetzungen handelte. Dieses Verhalten wurde in der Neuzeit – zumindest unter den „kultivierten Völkern“ Europas – immerhin dahingehend abgeschwächt, dass sich Soldaten in Kriegszeiten lediglich Lebensmittel und Futter für sich oder ihre Tiere nehmen durften; den Hausrat und das Vieh der Bevölkerung aber sollten sie schonen. Der Bedarf für den Unterhalt der damals üblich werdenden Söldnerarmeen wurde nach Möglichkeit angekauft (siehe Zahlmeister).
Während der Renaissance achteten vor allem erfolgreiche Heerführer streng darauf, dass diese Vorgabe auch eingehalten wurde, da das Plündern meist auch die Disziplin der Landsknechte untergrub.
Allerdings ließ sich diese allgemeine Regel immer schlechter einhalten, je länger ein Krieg dauerte, je öfter eine Ortschaft bereits von Truppen durchsucht worden war – oder wenn es sich um einen „religiösen“ Krieg handelte oder der Gegner zu den nicht-europäischen Völkern zählte. In diesen Fällen führten Not, Hass und/oder Verachtung beim Requirieren häufig zu unkontrollierbaren Plünderungen (begünstigt durch Hunger und Trunkenheit von Soldaten), auch zu Morden und Vergewaltigungen. Vor allem während des Dreißigjährigen Krieges (1618–1648) – er hatte (zumindest nominell) einen religiösen Hintergrund – plünderten alle Kriegsparteien uneingeschränkt die Ortschaften aus, durch die sie gerade zogen, und verwüsteten so ganze Landstriche. Die Schrecken dieses Krieges führten dazu, dass in der nachfolgenden Zeit die Armeen der meisten europäischen Länder immer strenger angehalten wurden, sich nach Möglichkeit selbst zu versorgen. Daher wurde während der so genannten Kabinettkriege des 18. Jahrhunderts die Versorgung und der Unterhalt der Heere mit einem aufwändigen Magazinsystem und einem allmählich anwachsenden Train immer weiter ausgebaut. Während dieser Zeit kam es erstmals sogar während eines Krieges zu einer strengen Trennung zwischen dem zivilen und dem militärischen Bereich. Mit der allmählich besser werdenden Versorgung der Soldaten geriet auch das Requisitionssystem lange Zeit in Vergessenheit, bis es in den Kriegen nach 1792 (siehe Koalitionskriege) von der Französischen Republik wieder eingeführt wurde.
Da das zunächst aus der Not geborene neue Requisitionssystem kurzfristig das Problem der aufwändigen Versorgung der Heere zu lösen schien und die weitgehende Abschaffung des schwerfälligen Trains ermöglichte, wurde es bald von den anderen Armeen in Europa übernommen. Danach galt es bis in die Zeit des Zweiten Weltkriegs in Kriegszeiten als reguläres Verfahren zur Beschaffung von Lebensmitteln und anderer Güter des unmittelbaren Bedarfs für die Truppen (und dies trotz einiger vertraglicher Einschränkungen durch die Haager Landkriegsordnung von 1899 und 1907). Allerdings blieb selbst in gut organisierten Heeren der Übergang zwischen Requisition und Plünderung fließend, da Marodeure oder Nachzügler, aber auch einzelne Einheiten, aus Not oder aus Gier eigenmächtig der Bevölkerung Sachen wegnahmen. Daher funktionierte das Requisitionssystem selbst zur Zeit der Koalitionskriege zwischen 1792 und 1814 nur bei kurzen Feldzügen in den „reichen“ Regionen Mittel- und Westeuropas, während es bei lang andauernden Kriegen und ärmeren, dünn besiedelten Gegenden in Spanien, Polen und in Russland zu Aufständen und Guerillakriegen führte.
Obwohl das extensive Requisitionssystem somit bereits während der Napoleonischen Kriege zu ersten Unruhen und Aufständen der Bevölkerungen gegen die jeweilige Besatzungsarmee geführt hatte, galt während des ganzen 19. Jahrhunderts die Hauptsorge der Gesetzgeber aller europäischen Staaten vor allem den Durchführungsbestimmungen. So wurden schon in der Ausbildung die Offiziere darauf hingewiesen, dass die Requirierungen „ordentlich“ durchzuführen seien, dass die Bewohner in den Orten, wo Requirierungen vorgenommen wurden, auch „ausreichend“ entschädigt würden, da diese „ihr Eigentum sonst lieber versteckten oder selbst zerstörten, als es den requirierenden Truppen abzugeben“. Aus diesem Grund wurden die höheren Truppenführer und Intendanturbeamten immer wieder streng angehalten, sich zunächst an die jeweiligen Ortsbehörden zu wenden, bevor sie die einzelnen Besitzer aufsuchten. Dabei wurde auch vor der Gefahr gewarnt, dass eigenmächtige Requisitionen leicht zu Plünderungen führen können und dies den Verfall der Disziplin nach sich ziehe. Trotz solcher „theoretischen“ und juristischen Vorsorgen überschritten in der Realität hungernde und schlecht versorgte Truppen häufig die vorgegebenen Grenzen, sodass es nun im Gegensatz zum 18. Jahrhundert immer öfter zu Aufständen gegen eine feindliche Armee kam. Dies umso mehr, als die Bevölkerung besetzter Gebiete seit dem Beginn des 20. Jahrhunderts über Flugblätter oder Rundfunk häufig von den eigenen Behörden oder von Partisanen (Guerillas) aufgerufen wurde, dem Feind jede Hilfe zu verweigern. Grundlegende Änderungen im internationalen Kriegsrecht erfolgten 1949 angesichts der Erfahrungen des Zweiten Weltkriegs.
Mit zunehmender Technisierung (Motorisierung bzw. Mechanisierung) gewann die Logistiktruppe an Bedeutung. Ihre vorrangigen Aufgaben sind Nachschub, Transport und Instandsetzung.

### Requisition im modernen Kriegsrecht
Nach Artikel 52 der Haager Landkriegsordnung von 1899 darf nur der Befehlshaber in einem besetzten Gebiet eine Requisition anordnen, ferner muss bei Requisitionen eine Entschädigung erfolgen (was eigentlich bereits für das ganze 19. Jahrhundert galt). Durch das Zusatzprotokoll des Genfer Abkommens über den Opferschutz bei internationalen bewaffneten Konflikten von 1949 wird die Requisition weiter eingeschränkt: Eine Requisition von Gegenständen ziviler Organisationen (beispielsweise zivile Sanitätsdienste) darf nur erfolgen, wenn sie nicht zum Nachteil von Zivilisten geschieht, wenn die requirierten Güter für die Bedürfnisse anderer Zivilisten benötigt werden und wenn die Requisition nur so lange anhält, wie die Notwendigkeit besteht.
Von dieser völkerrechtlichen Einschränkung unberührt ist das Recht von Streitkräften, auf eigenem Staatsgebiet ziviles Eigentum bei Bedarf zu requirieren (z. B. in der Schweiz gestützt auf Art. 80 Militärgesetz): So wären nach den Requirierungen im Zweiten Weltkrieg in der Schweiz auch noch bis in die 1980er-Jahre zivile Fahrzeuge zum Beispiel des Typs Opel Rekord im Kriegsfall in die Schweizer Armee eingezogen worden, welche typengleiche Fahrzeuge betrieb. In Russland galt auch noch im Jahr 2018 aufgrund der gültigen Weisung vom 14. März 2014 die Dienstpflicht im Kriegsfall primär für Allradfahrzeuge inländischer Bauart. Eine vorgeschlagene neue Weisung umfasst auch zum Beispiel Notstromaggregate. Auch die Bundeswehr führte Listen mit zivilem Material von militärischem Interesse (z. B. Kraftfahrzeuge), welche im Verteidigungsfall eingezogen werden sollten.